# Liudmila Garajànskaia
Liudmila Mikalàieuna Garajànskaia (en belarús: Людміла Мікалаеўна Гаражанская, en rus: Людмила Николаевна Горожанская), (província de Brest, 17 de juny de 1970) va ser una ciclista en pista belarussa. Va guanyar una medalla al Campionat del món de Puntuació. Va participar en els Jocs Olímpics d'Atlanta on va quedar sisena a la prova de la mateixa especialitat.

## Palmarès
- 1994
  -  Medalla de Bronze al Campionat del Món en Puntuació

### Resultats a laCopa del Món
- 1995
  - 3a a Tòquio, en Puntuació
- 1997
  - 3a a Trexlertown, en Puntuació